# Куртешть (комуна)
Куртешть, Куртешті (рум. Curtești) — комуна у повіті Ботошані в Румунії. До складу комуни входять такі села (дані про населення за 2002 рік):
- Агафтон (239 осіб)
- Бейчень (909 осіб)
- Куртешть (679 осіб) — адміністративний центр комуни
- Менестіря-Доамней (621 особа)
- Орешень-Вале (731 особа)
- Орешень-Дял (1020 осіб)
- Худум (142 особи)

Комуна розташована на відстані 367 км на північ від Бухареста, 3 км на південний захід від Ботошань, 94 км на північний захід від Ясс.

## Населення
За даними перепису населення 2002 року у комуні проживала 4341 особа.
Національний склад населення комуни:
| Національність | Кількість осіб | Відсоток |
| -------------- | -------------- | -------- |
| румуни         | 4333           | 99,8%    |
| цигани         | 6              | 0,1%     |
| українці       | 1              | < 0,1%   |
| німці          | 1              | < 0,1%   |

Рідною мовою назвали:
| Мова      | Кількість осіб | Відсоток |
| --------- | -------------- | -------- |
| румунська | 4340           | > 99,9%  |
| німецька  | 1              | < 0,1%   |

Склад населення комуни за віросповіданням:
| Релігія       | Кількість осіб | Відсоток |
| ------------- | -------------- | -------- |
| православні   | 4290           | 98,8%    |
| п'ятдесятники | 39             | 0,9%     |
| адвентисти    | 4              | 0,1%     |
| бретрени      | 4              | 0,1%     |
| реформати     | 2              | < 0,1%   |
| римо-католики | 1              | < 0,1%   |
| баптисти      | 1              | < 0,1%   |